# Gâmbaș, Alba
Gâmbaș (în maghiară Gombas, în germană Schwammenthal) este o localitate componentă a municipiului Aiud din județul Alba, Transilvania, România.

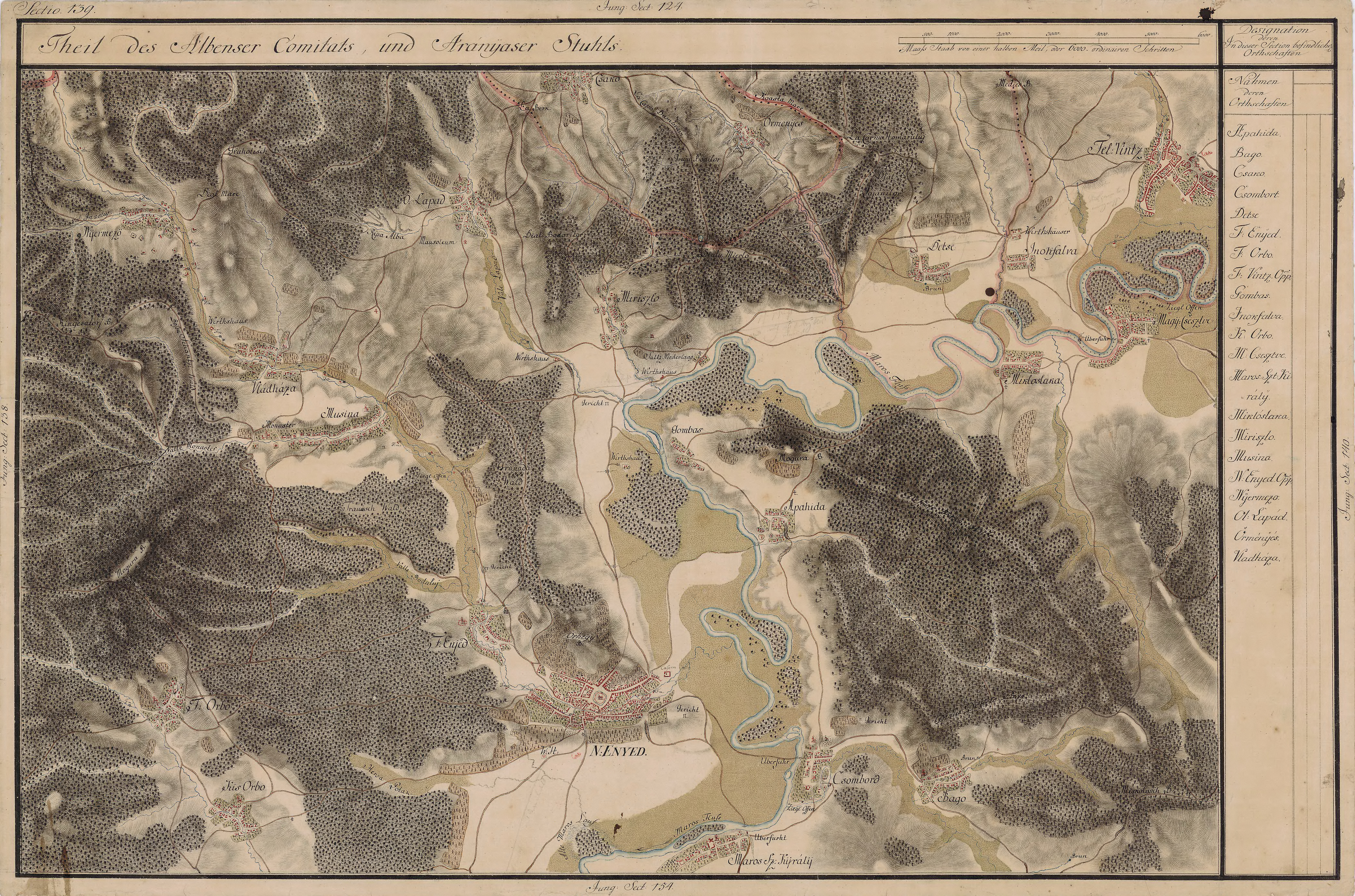
Gâmbaş (Gombas) pe Harta Iosefină a Transilvaniei,
1769-1773 (sectio 139)

## Istoric
Pe Harta Iosefină a Transilvaniei din 1769-1773 (Sectio 139) localitatea apare sub numele de „Gombas”.